# Andreas Ahl
Andreas Ahl, född 23 april 1968, är en svensk före detta friidrottare (hinderlöpare). Han tävlade för Malmö AI, Mälarhöjdens IK och Hässelby SK.

## Personliga rekord
Utomhus 
- 1 500 meter – 4:00,23 (Sollentuna 31 maj 1998)[5]
- 3 000 meter hinder – 8:35,97 (Nyköping 13 juni 1991)[5]

### Fotnoter
1. 1 2 3  Wiger 2006, s. 67.
2. ↑  Wiger 2006, s. 77.
3. 1 2 3  Wiger 2006, s. 81.
4. 1 2  Wiger 2006, s. 91.
5. 1 2  ”Personsida på AllAthletics”. all-athletics.com. Arkiverad från originalet den 20 december 2016. https://web.archive.org/web/20161220185123/http://www.all-athletics.com/node/73720. Läst 16 december 2016.